# Khutulun

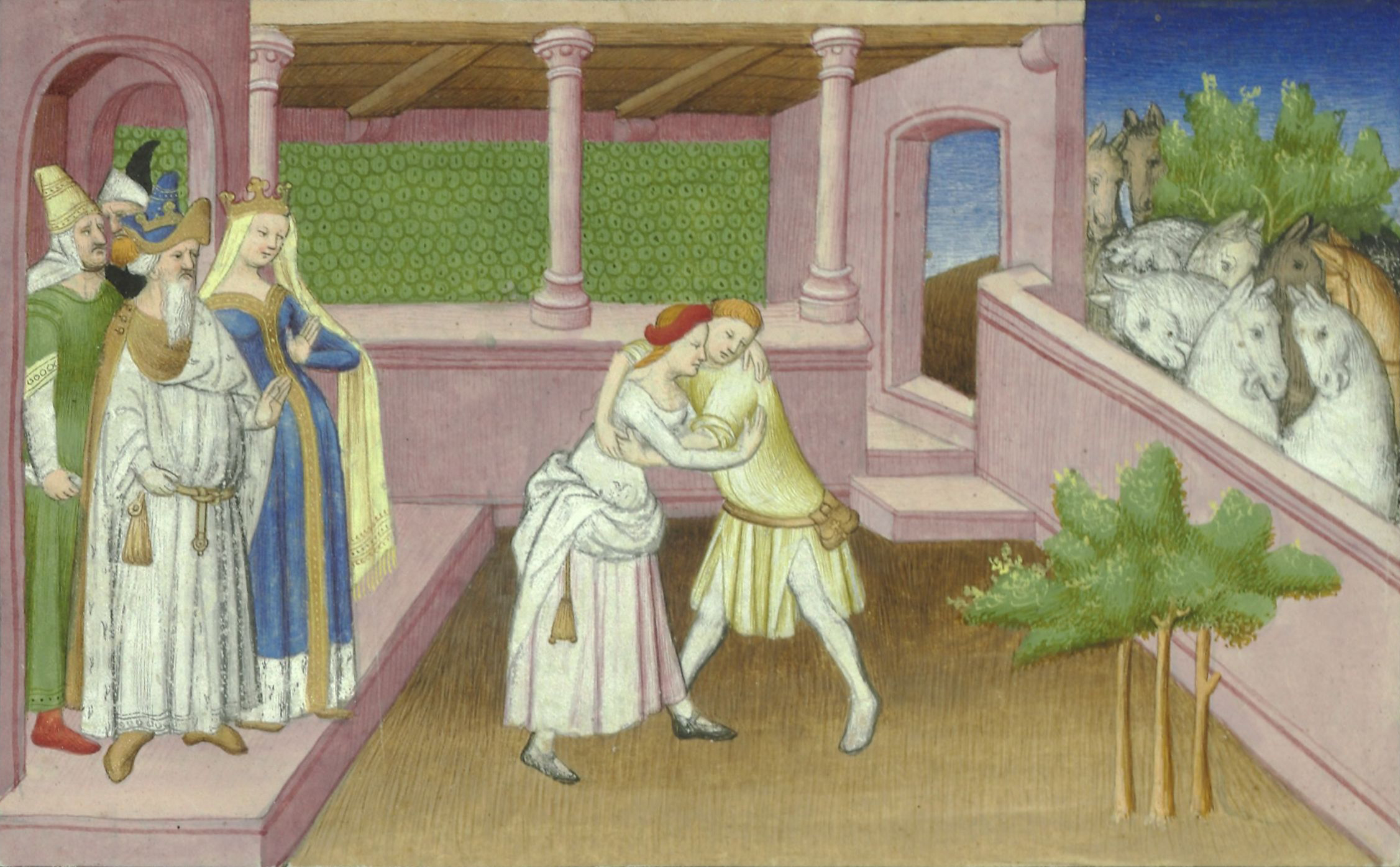
Prinzessin Khutulun war als hervorragende Ringerin bekannt

Khutulun (ca. 1260 – ca. 1306), auch bekannt als Aigiarne, Aiyurug, Khotol Tsagaan oder Ay Yaruq (wörtlich Mondschein), war die berühmteste Tochter von Kaidu und eine Cousine von Kublai Khan. Ihr Vater mochte ihre Fähigkeiten sehr und sie begleitete ihn auf seinen Feldzügen. Marco Polo und Rashid al-Din schrieben beide über sie.

## Leben
Khutulun wurde um 1260 geboren. Bis 1280 war ihr Vater Kaidu der mächtigste Herrscher Zentralasiens geworden und regierte ein Reich von der Westmongolei bis Oxus und vom mittelsibirischen Hochland bis nach Indien.
Marco Polo beschrieb Khutulun in seinem Reisebericht Il Milione in einer märchenartig anmutenden Darstellung als Heldenjungfrau. Sie sei eine große Kriegerin gewesen und habe ihren Vater in vielen Schlachten unterstützt, insbesondere gegen die Yuan-Dynastie ihres Cousins, Kublai Khan (Regierungszeit: 1260–1294). Khutulun habe darauf bestanden, dass sie nur einen Mann, der sie zuerst im Ringkampf besiegen könne, heiraten wolle. Doch seien ihr aufgrund ihrer ungewöhnlichen Körperkraft alle Freier unterlegen gewesen. Sie soll so insgesamt zehntausend Pferde in Wettbewerben gewonnen haben. Diese Schilderung hat viele Parallelen mit der Charakterisierung der Brünhild im Nibelungenlied.
Die Quellen variieren hinsichtlich der Identität ihres Mannes. Einige Chroniken besagen, dass ihr Ehemann ein gutaussehender Mann war, der ein fehlgeschlagenes Attentat auf ihren Vater verübt hatte und gefangen genommen wurde. Andere bezeichnen ihn als Kaidus Begleiter aus dem Choros Clan. Rashid al-Din schrieb, Khutulun habe sich in Ghazan, den mongolischen Herrscher in Persien, verliebt.
Von allen Kindern Kaidus war Khutulun seine Favoritin und diejenige, dessen Rat und politische Unterstützung er am meisten suchte. Nach einigen Quellen versuchte er, sie vor seinem Tod im Jahr 1301 zu seiner Nachfolgerin im Khanat zu ernennen. Seine Wahl wurde jedoch von seinen männlichen Verwandten abgelehnt. Nachdem Kaidu verstorben war, bewachte Khutulun das Grab mit Hilfe ihres Bruders Orus. Sie wurde von ihren anderen Brüdern, darunter Chapar und Verwandten Duwa, herausgefordert, weil sie sich der Nachfolge widersetzte. Sie starb 1306.

## In der Populärkultur
Khutulun gilt als Grundlage für die Figur Turandot, die Gegenstand einer Reihe westlicher literarischer Werke war. Während sie in der mongolischen Kultur als berühmte Athletin und Kriegerin in Erinnerung bleibt, wird sie in westlichen künstlerischen Adaptionen als stolze Frau dargestellt, die schließlich der Liebe erliegt.
François Pétis de la Croix’ Buch über asiatische Geschichten und Fabeln von 1710 enthält eine Geschichte, in der Khutulun Turandot, ein persisches Wort (Turandokht توراندخت), das „zentralasiatische Tochter“ bedeutet, die neunzehnjährige Tochter Altoun Khans sein soll, des mongolischen Kaisers von China. In der Geschichte von Pétis de La Croix kämpft sie jedoch nicht mit ihren Freiern um Pferde, sondern stellt ihnen drei Rätsel, die gelöst werden müssen, und sie werden exekutiert, wenn sie sie nicht lösen können.
Carlo Gozzi schrieb 50 Jahre später seine eigene Version, ein Stück, in dem sie als „tigerähnliche Frau“ mit „unerschütterlichem Stolz“ dargestellt wird. Friedrich von Schiller übersetzte und adaptierte das Stück 1801 als Turandot, Prinzessin von China, ins Deutsche.
Die berühmteste Version von Turandot ist Giacomo Puccinis Oper, an der er noch arbeitete, als er 1924 starb.
Es gibt mehrere Geschichten und Romane über Khutulun, die von mongolischen Schriftstellern geschrieben wurden, wie Khotolon von Purev Sanj, Khatan t︠s︡adig: tu̇u̇khėn tuuzhis, von Chimėg-Ochiryn Zhanchivdorzh, Khotol Tsagaan von Oyungerel Tsedevdamba, Zhanzhin t︠s︡adig: tu̇u̇khėn tuuzhis von Sanzhaagiĭn Batzhargal und Prinzessin Khutulun von Shuudertsetseg.
Die Figur Khutulun wird von Claudia Kim in der Netflix-Serie Marco Polo gespielt.